# Sterne inca
Larosterna inca
Genre
Espèce
Statut de conservation UICN

 NT  : Quasi menacé
La Sterne inca (Larosterna inca) est une espèce d'oiseaux de mer appartenant à la famille des Laridae. C'est la seule espèce du genre Larosterna.
Cet oiseau au plumage original vit sur les côtes du Pérou et du Chili uniquement au niveau du courant de Humboldt. Il est facilement reconnaissable avec son plumage gris foncé, ses moustaches blanches de part et d'autre de la tête et son bec et ses pattes rouge-orangé.

## Description
C'est une grande sterne avec une longueur moyenne de 41 cm et une masse de 190 g. Les deux sexes sont semblables. Les adultes sont gris ardoisé et n'ont du blanc qu'au niveau de la tête et sur le bord externe des ailes. Le long bec et les pattes sont rouges. les jeunes ont un plumage gris pourpre et développent progressivement leurs moustaches. Le cri de cette espèce rappelle le miaulement d'un chat.

## Reproduction
Il niche dans les falaises, soit dans un creux de rocher soit dans un ancien nid de Manchot de Humboldt. La femelle pond un à deux œufs qui sont couvés quatre semaines. Les jeunes restent sept semaines au nid. Les deux parents couvent les œufs et s'occupe des oisillons.

## Alimentation
Il se nourrit de petits poissons qu'il repère en vol et qu'il attrape avec son bec pointu en plongeant.